# Prasophyllum pyriforme
Prasophyllum pyriforme är en orkidéart som beskrevs av E.Coleman. Prasophyllum pyriforme ingår i släktet Prasophyllum och familjen orkidéer.
Artens utbredningsområde är Victoria i Australien. Inga underarter finns listade i Catalogue of Life.